# Luca Stefani
Luca Stefani (* 22. února 1987 Asiago) je italský rychlobruslař.
V roce 2004 poprvé startoval na juniorském světovém šampionátu, ve Světovém poháru závodí od roku 2006. Na Mistrovství světa 2008 získal s italským týmem stříbrnou medaili ve stíhacím závodě družstev. Zúčastnil se Zimních olympijských her 2010 (5000 m – 25. místo, stíhací závod družstev – 6. místo). Na MS 2015 skončil s italským týmem ve stíhacím závodě na páté příčce.